# 메리 라일리
《메리 라일리》(영어: Mary Reilly)는 1996년에 개봉한 미국의 시대극 공포 영화이다. 로버트 루이스 스티븐슨의 중편 소설 〈지킬 박사와 하이드 씨〉(1886)에서 영감을 얻은 밸러리 마틴의 1990년작 동명 소설이 원작이다.
흥행과 비평에서 모두 실패했다.

## 줄거리
저명한 내과의 헨리 지킬의 하녀로 일하게 된 메리 라일리는 지킬은 물론 지킬이 후에 고용한 정체불명의 조수 에드워드 하이드에게도 동시에 이끌린다. 

## 출연진
- 줄리아 로버츠 - 메리 라일리 역
- 존 맬커비치 - 헨리 지킬 박사 / 에드워드 하이드 역
- 마이클 신 - 브래드쇼 역
- 조지 콜 - 풀 씨 역
- 캐시 스태프 - 켄트 부인 역
- 브로나 갤러거 - 애니 역
- 글렌 클로스 - 패러데이 부인 역
- 마이클 갬본 - 라일리 씨 역
- 헨리 굿맨 - 해핑거 역
- 키어런 하인즈 - 댄버스 커루 경 역

## 우리말 녹음
KBS 성우진 (2001년 2월 17일)
- 강희선 - 메리(줄리아 로버츠)
- 오세홍 - 지킬/하이드(존 맬커비치)
- 이선영 - 패러데이(글렌 클로스)
- 황원 - 집사장
- 임수아 - 켄트 부인(캐시 스태프)
- 김정경 - 메리의 아버지(마이클 갬본)
- 김창주 - 새집 주인
- 김익태 - 댄버스 의원(키어런 하인즈)
- 김수중 - 브래드쇼(마이클 신)
- 신영애 - 애니(브로나 갤러거)